# Cara bonita
Cara bonita fue una telenovela argentina de 130 capítulos ideada y producida por Raúl Lecouna con libros de Tademus, realizada en Estudios Sonotex entre 1994 y 1995. Protagonizada por Catherine Fulop y Fernando Carrillo. Coprotagonizada por Liliana Custo,Claudio Gallardou, Mónica Santibáñez, Solange Mathou, Mimí Ardú, Marina Borenzstein, Marina Vollman y Jorge Velurtas. Antagonizada por Margarita Ros y Boy Olmi. También, contó con las actuaciones especiales de Carolina Papaleo, Manuel Carrillo, Henry Zakka y los primeros actores Alfonso De Grazia y Juan Manuel Tenuta. La participación de Adela Gleijer como actriz invitada. Y la presentación de Iván Mudrij. Se transmitió originalmente por Telefe y no tuvo buenos índices de audiencia, aunque revirtió esa situación en sus repeticiones posteriormente.

## Trama
Nené es una muchacha hermosa y humilde cuyo padre está a cargo de una familia rica y refinada. El jefe del padre de Nené tiene tres hijos y les anuncia que dejará su herencia a quien le de un nieto. Esta noticia resulta en sentimientos de envidia, competición en la familia y avaricia, aunque finalmente hay una salida feliz.

## Elenco
- Catherine Fulop ... Nené
- Fernando Carrillo ... Iván Manteloni
- Carolina Papaleo ... Gabriela Fernández
- Alfonso De Grazia ... Gervasio Manteloni
- Juan Manuel Tenuta ... Mauricio
- Manuel Carrillo ... Juan Cruz Manteloni
- Henry Zakka ... Martin
- Margarita Ros ... Romina
- Boy Olmi ... Reynaldo Manteloni
- Claudio Gallardou ... Julio
- Liliana Custo... Celeste
- Mónica Santibáñez ... Betty
- Solange Mathou ... Verónica
- Mimí Ardú ... Gladys
- Marina Borensztein ... Valeria
- Marina Vollmann ... Griselda
- Jorge Velurtas ... Gregorio
- Iván Mudryj ... Toscanito
- Adela Gleijer ... Concepción
- Luis Aranda ... Gutiérrez
- Nya Quesada ... Fedora
- Juan David ... Eduardo
- Mike Amigorena… Enfermero

## Ficha técnica
- Tema original: Nuestra canción
- Cantante: Portofino
- Ambientación: Celina Amadeo 
 Tita Amadeo 
 Monina Perea
- Iluminación:  Polo Silveyra
- Vestuario: María Villarino 
 Marta Fernández
- Cámaras de Exteriores: Gaita Aragona
- Producción: Roxana Fontana
- Dirección y Puesta en Escena: Rubén Marucci
- Escenografía: Marina
- Idea y Producción General: Raúl Lecouna